# ليستير إل. شورت
ليستير إل. شورت (بالإنجليزية: Lester L. Short)‏ هو عالم حيوانات وعالم طيور أمريكي، ولد في 29 مايو 1933 في بورت تشيستير في الولايات المتحدة.